# 时不变系统
非時變系統是输出不會直接隨著时间变化的系统。
如果输入信号{\displaystyle x(t)}产生输出{\displaystyle y(t)}，那么对于任意时间延遲的输入{\displaystyle x(t+\delta )}将得到相同时间延遲的输出{\displaystyle y(t+\delta )}。
如果系统的传递函数不是时间的函数，就可以满足这个特性。这个特性也可以用示意图的术语进行描述
如果一个系统是时不变的，那么系统框图与任意延时时刻的框图都是可以互换的。

## 简单例子
为了表明如何确定系统是时不变系统，以下來看两个系统：
- 系统A：{\displaystyle y(t)=t\,x(t)}
- 系统B：{\displaystyle y(t)=10\cdot x(t)}

由于系统A除了{\displaystyle x(t)}与{\displaystyle y(t)}之外还显式地依赖于t所以它是时变系统，而系统B没有显式地依赖于时间t所以它是时不变的。

## 正式例子
下面将给出系统A和B更加正式的证明。为了完成这个证明，需要使用第二个定义。
系统A：
使用延时的信号作为输入{\displaystyle x_{d}(t)=\,\!x(t+\delta )}
{\displaystyle y(t)=t\,x_{d}(t)}
{\displaystyle y_{1}(t)=t\,x_{d}(t)=t\,x(t+\delta )}
那么输出延时{\displaystyle \delta }
{\displaystyle y(t)=t\,x_{d}(t)}
{\displaystyle y_{2}(t)=\,\!y(t+\delta )=(t+\delta )x(t+\delta )}
很显然{\displaystyle y_{1}(t)\,\!\neq y_{2}(t)}，所以系统是时变系统（time-varying）。
系统B:
以延时的信号作为输入{\displaystyle x_{d}(t)=\,\!x(t+\delta )}
{\displaystyle y(t)=10\,x_{d}(t)}
{\displaystyle y_{1}(t)=10\,x_{d}(t)=10\,x(t+\delta )}
现在输出延时{\displaystyle \,\!\delta }
{\displaystyle y(t)=10\,x_{d}(t)}
{\displaystyle y_{2}(t)=y(t+\delta )=10\,x(t+\delta )}
显然{\displaystyle y_{1}(t)=\,\!y_{2}(t)}，所以系统是非時變（time-invariant）的。尽管有其它方法可以证明这一点，但这是最容易的方法。

## 抽象例子
用{\displaystyle \mathbb {T} _{r}}表示移位算子，其中{\displaystyle r}是矢量变址组需要移位的数值，例如“前进1步”的系统
{\displaystyle x(t+1)=\,\!\delta (t+1)*x(t)}
可以用这个抽象表示
{\displaystyle {\tilde {x}}_{1}=\mathbb {T} _{1}\,{\tilde {x}}}
其中{\displaystyle {\tilde {x}}}是
{\displaystyle {\tilde {x}}=x(t)\,\forall \,t\in \mathbb {R} }
以及产生系统移位输出
{\displaystyle {\tilde {x}}_{1}=x(t+1)\,\forall \,t\in \mathbb {R} }
所定义的函数，这样{\displaystyle \mathbb {T} _{1}}就是输入矢量增加1的算子。
假设用算子{\displaystyle \mathbb {H} }表示一个系统，如果系统与移位算子是可交换的，那么它就是时不变的，例如
{\displaystyle \mathbb {T} _{r}\,\mathbb {H} =\mathbb {H} \,\mathbb {T} _{r}\,\,\forall \,r}
如果系统方程是
{\displaystyle {\tilde {y}}=\mathbb {H} \,{\tilde {x}}}
并且如果可以将系统算子{\displaystyle \mathbb {H} }首先对{\displaystyle {\tilde {x}}}进行运算，然后再用移位算子{\displaystyle \mathbb {T} _{r}}进行运算，或者首先用移位算子{\displaystyle \mathbb {T} _{r}}，然后再用系统算子{\displaystyle \mathbb {H} }进行运算，并且这两种方法的结果等价，那么系统就是时不变的。
首先用系统算子进行运算将得到
{\displaystyle \mathbb {T} _{r}\,\mathbb {H} \,{\tilde {x}}=\mathbb {T} _{r}\,{\tilde {y}}={\tilde {y}}_{r}}
首先用移位算子将得到
{\displaystyle \mathbb {H} \,\mathbb {T} _{r}\,{\tilde {x}}=\mathbb {H} \,{\tilde {x}}_{r}}
如果系统是时不变的，那么
{\displaystyle \mathbb {H} \,{\tilde {x}}_{r}={\tilde {y}}_{r}}

## 平移不變系統
平移不變系統（英語：shift invariant system）是时不变系统對應離散時間下的版本，定義為若y(n)是系統對輸入x(n)的響應，則y(n–k)是系統對輸入x(n–k)的響應。在平移不變系統中，某一輸入產生的響應和當時的時間無關，時間平移不會影響系統特性，
因為數位系統不需要滿足因果关系，可以用數位系統實現一些離散類比元件無法達成的事物。例如可以創建需參考有限個未來數值的数字滤波器，這是類比系統無法作到的。